# Línea San Martín
La línea San Martín (LSM) es una de las 7 líneas suburbanas de los Ferrocarriles metropolitanos de Buenos Aires.
Es un tren de cercanías perteneciente a la red nacional del Ferrocarril General San Martín, presta servicios de pasajeros entre las estaciones Retiro, en el barrio porteño homónimo, y la estación Dr. Cabred en la localidad de Open Door, partido de Luján.
Desde el 2 de marzo de 2015 es operada por la empresa estatal Trenes Argentinos Operaciones, luego de más de veinte años de gestión total o parcialmente privada.

## Servicios
Los servicios metropolitanos (ó suburbanos) están compuestos de un total de 22 estaciones, partiendo de la ciudad de Buenos Aires y atravesando los partidos de Tres de Febrero, Morón, Hurlingham, San Miguel, José C. Paz, Pilar y Luján.
Cuenta con 182 servicios cada día hábil ida y vuelta entre cabeceras. Sirve anualmente aproximadamente a 54,3 millones de pasajeros
El 25 de mayo de 2014 se restableció el servicio local hacia Manzanares y Domingo Cabred (Open Door).

## Historia

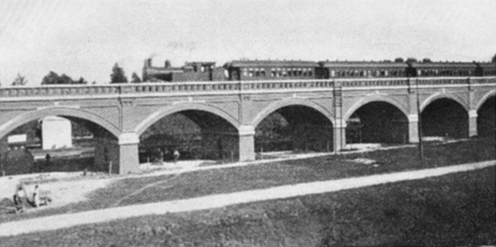
Los arcos del Parque Tres de Febrero, poco después de su inauguración.

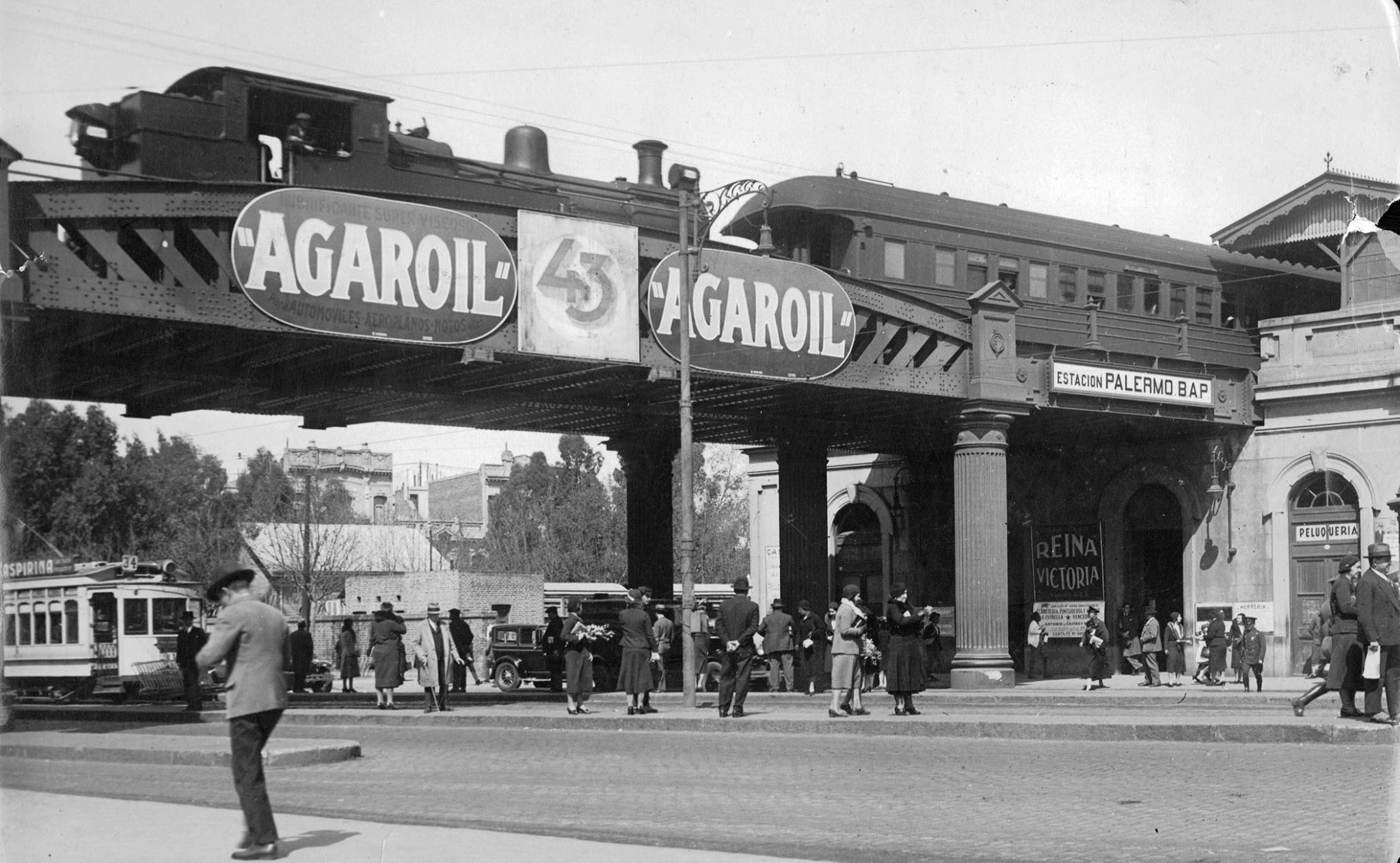
Una formación del B.A.P. cruzando el Puente Pacífico a mediados de la década de 1930.

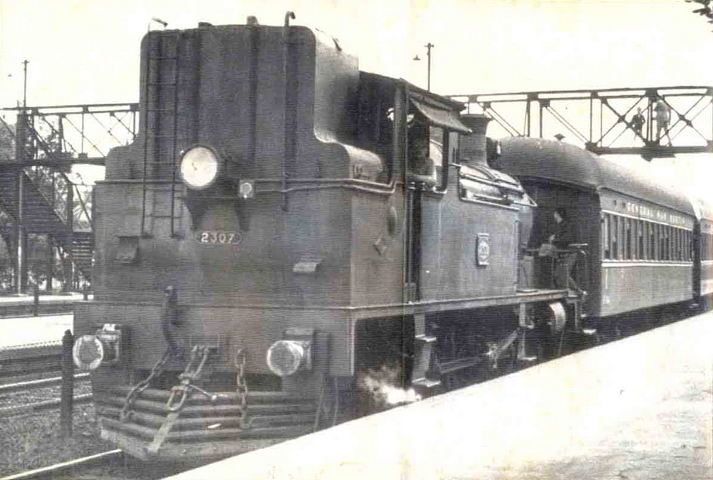
Una formación arribando a una estación a fines de la década de 1950.

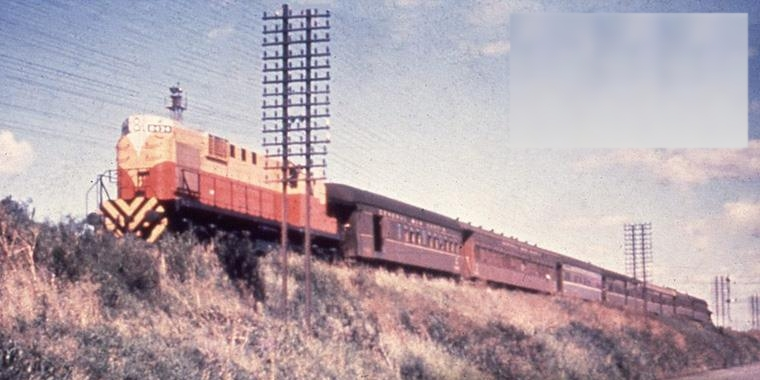
Transición: una locomotora diésel arrastrando coches de madera en los años 1960.

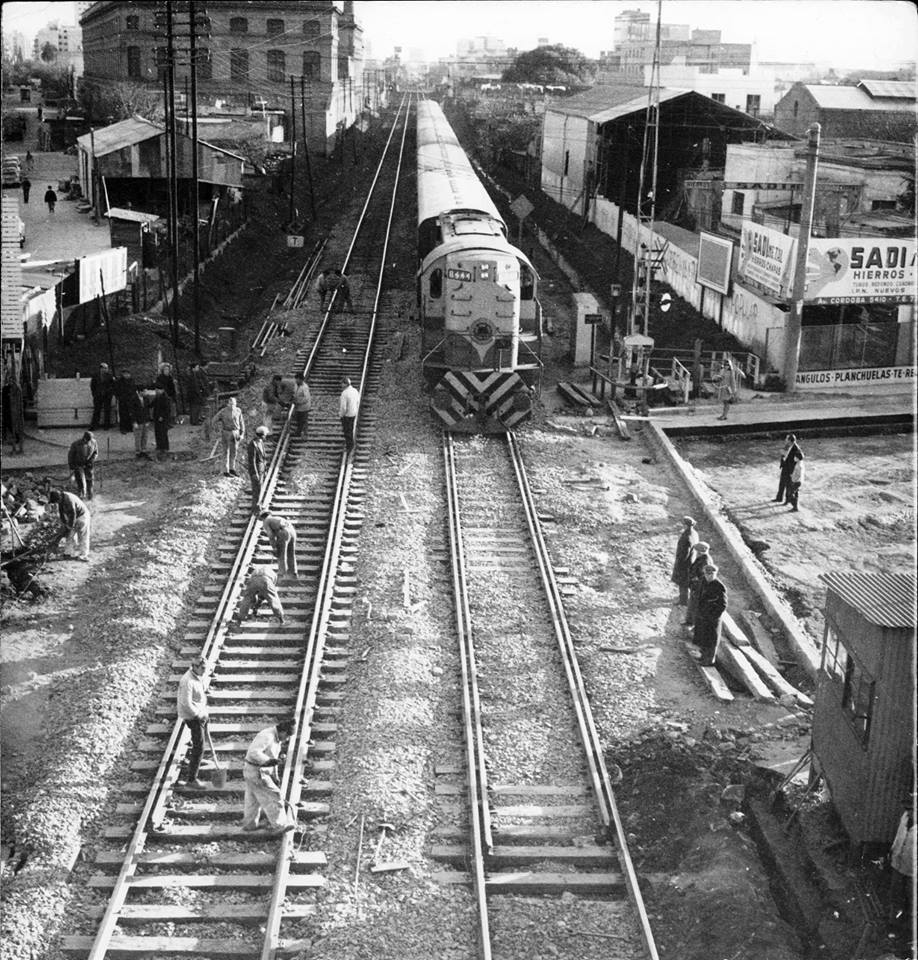
Paso a nivel de Av. Córdoba durante la construcción del Puente de la Reconquista.

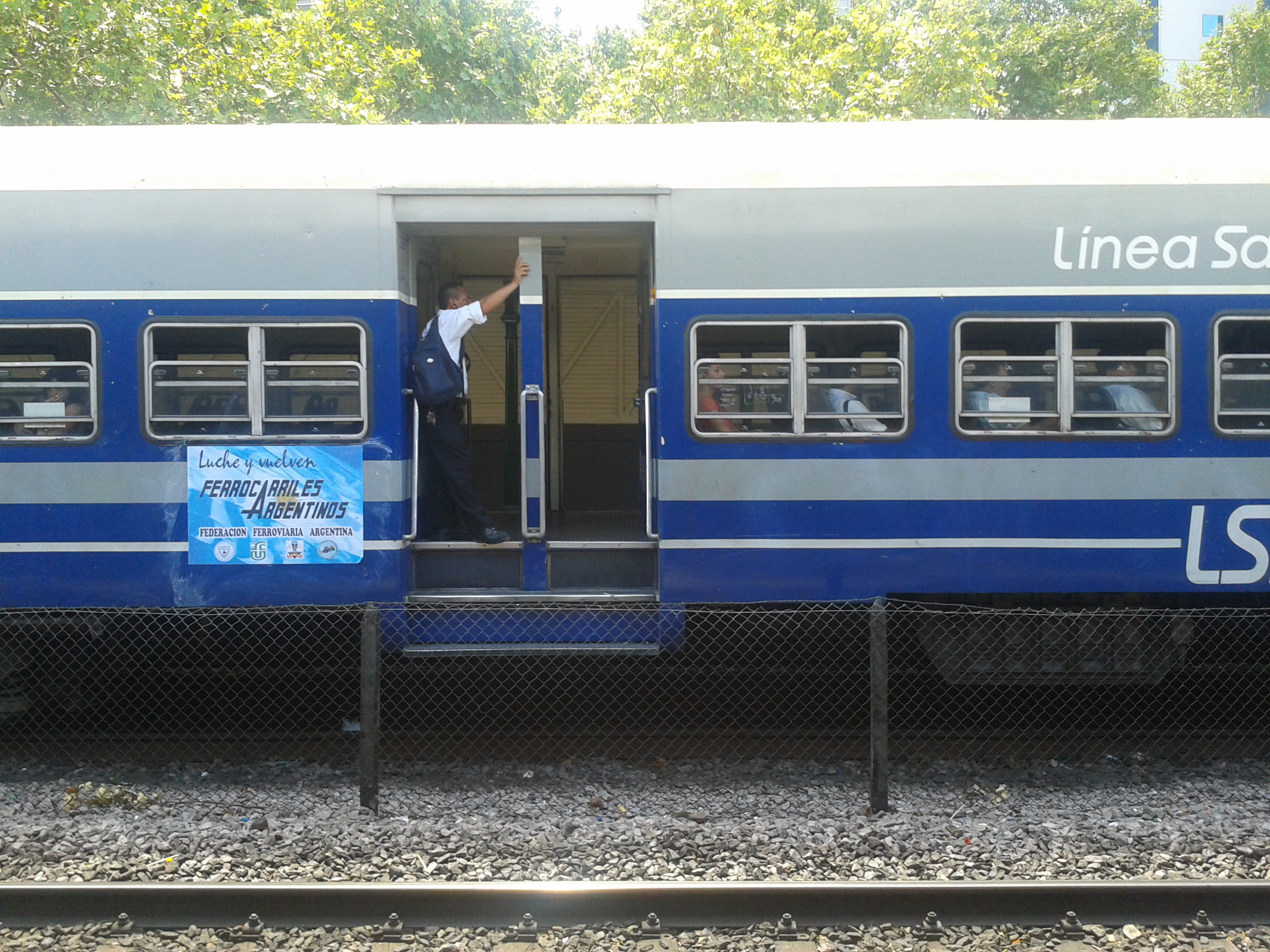
Un coche Materfer detenido en Palermo durante los años de la UGOFE.

### Origen: el B.A.P. (1888-1947)
En 1888 se inaugura el tramo de Mercedes a Palermo de unos 107 km a cargo del Ferrocarril Buenos Aires al Pacífico.
Se trataba de un servicio de media distancia. Entre Palermo y Pilar existían solo las estaciones Caseros y Muñiz. Hasta la creación de la estación propia, el servicio llegaba a Retiro (y de allí a la Estación Central de Buenos Aires) por las vías del Ferrocarril del Norte.
Con el crecimiento demográfico de la Ciudad de Buenos Aires y las localidades aledañas se fueron abriendo nuevas estaciones a lo largo de la traza, y aumentando los servicios.
En 1887 se había inaugurado la estación La Paternal (que hasta 1904 se denominó “Chacarita”). Al año siguiente, con el inicio del servicio a Mercedes, abrió la estación Devoto.
En 1891 se inauguró la parada Bella Vista, y en 1896 la Estación San Miguel (por entonces llamada “General Sarmiento”).
En 1906 abrió la estación de Santos Lugares, y al año siguiente lo hicieron Sáenz Peña y Villa del Parque. En 1908 hizo lo propio la estación El Palomar. En 1909 se inaugura el ramal Sáenz Peña - Villa Luro, cuya principal estación era Villa Real, en la ciudad de Buenos Aires. La estación dio origen al barrio. Ese mismo año comienza la construcción en altura de la actual Estación Palermo.
En 1912 el servicio se extiende hasta la estación provisoria de Retiro.
Era provisoria en uso y arquitectura, ya que el Ferrocarril Buenos Aires al Pacífico planeaba construir una estación terminal elevada definitiva frente al Correo Central.[cita requerida]Luego de varios cruces con la Municipalidad de Buenos Aires, y en 1931 los terrenos fueron vendidos para la construcción del Luna Park. Nunca se construyó un edificio definitivo en Retiro, perdurando hasta la actualidad el edificio provisorio de chapa y hierros.
El servicio local se consolida entre Retiro y Cabred.
A comienzos de la década de 1930, con la apertura de la actual línea B del Subte de Buenos Aires, se inaugura la parada Chacarita para poder hacer combinación con la estación subterránea Dorrego.
En 1938 se clausura el ramal Sáenz Peña - Villa Luro. Sucedió que la construcción de la Avenida General Paz obligaba a la empresa a realizar un puente por encima de la calzada, ya que la Municipalidad había establecido no podían haber cruces a nivel con la avenida de circunvalación. El BAP había construido ese ramal principalmente para llegar con sus trenes de carga hasta el Riachuelo. De Villa Luro salía un ramal del Ferrocarril Oeste hasta la estación Ingeniero Brian, a la vera del río.
Sin embargo, la creación de Puerto Nuevo disminuyó sustancialmente el tráfico de cargas hacia el sur de la Ciudad, por lo que el BAP decidió simplemente clausurar el ramal, dejando aislado del sistema ferroviario al barrio de Villa Real, surgido al margen de la estación.

### Primera etapa estatal (1947-1994)
El 13 de febrero de 1947 el Estado Argentino adquiere el Ferrocarril Buenos Aires al Pacífico, cambiando su nombre a la actual denominación al año siguiente.
El 4 de mayo de 1948 se termina un proyecto preliminar para electrificar el servicio hasta José C. Paz y realizar un viaducto en altura entre La Paternal y Palermo. El proyecto no se concreta.
En 1958 se inaugura la Estación William Morris.
A partir de los años 1960 comienza una modernización gradual del material rodante. Las locomotoras a vapor son remplazadas por locomotoras diésel y los coches de madera por unidades metálicas fabricadas en la planta de Fiat Materfer en la provincia de Córdoba.
Durante los primeros años de la década de 1970 se construyen edificios comerciales en varias estaciones de la red, se modernizan señales, vías y mobiliario en general. Se adopta el color naranja como identificatorio de la línea.
En 1978, por un decreto de la dictadura militar (1976-1983) firmado por José Martínez de Hoz, el servicio es reducido hasta Pilar. A partir de ahora, tanto Cabred (antigua terminal) como Manzanares (intermedia en el trayecto hasta Pilar) recibirán solo trenes de larga distancia.

## Etapa privada (1994-2015)

#### Metropolitano (1994-2004)
En 1991, en el marco del proceso de privatizaciones llevado adelante por el presidente Carlos Menem, todas las líneas urbanas (incluyendo al San Martín) dejan de ser operadas por Ferrocarriles Argentinos y pasan a serlo por una nueva empresa, Ferrocarriles Metropolitanos S.A. (FEMESA).
El 1° de abril de 1994 la empresa Transportes Metropolitanos Gral. San Martín S.A. se hizo cargo de la operación del servicio a través del decreto 479/1994. Aunque el Estado mantenía la propiedad de toda la infraestructura, era la primera vez en casi medio siglo que una empresa privada operaba este ramal.
Metropolitano recibió una infraestructura descuidada pero en relativo buen estado, congelada en las mejoras realizadas a mediados de los años 1970, antes de la dictadura militar. La empresa cambió el color institucional al verde y azul.
Sin embargo, a partir de 1999 el servicio comienza un acelerado deterioro. Esto se explica por la grave crisis económica que comienza ese mismo año y que se prolongaría hasta el año 2003.
En el año 2002, se dictó el Decreto 2075/2002 de Emergencia Ferroviaria, que declaró en estado de emergencia el sistema público de transporte ferroviario de pasajeros del Área Metropolitana de Buenos Aires (AMBA). El Estado Nacional debía asegurar a través de subsidios los ingresos de los concesionarios, se bajó la cantidad mínima de servicios a prestar, se congelaron las tarifas y se quitaron incentivos. [cita requerida]
La mala gestión del grupo privado, la crisis económica, junto a la situación de tensión social, genera un escenario dramático. El mantenimiento se resiente, no se respetan los horarios del itinerario, se generan demoras permanentes, las formaciones circulan con sus interiores derruidos y las puertas abiertas. Taselli retira todas las cortinas metálicas de las ventanas y vende el material fundido, remplazando el marco de las ventanas por uno de menor calidad. En hora pico los pasajeros viajaban colgados de las puertas o de las locomotoras.
En esta época aparece el Tren Cartonero. A mediados del 2000 la empresa recibe un estudio técnico para elevar la traza entre Chacarita y Palermo, realizado por la de la firma Atec. Se trata de una actualización del proyecto de 1948, contemplando un método constructivo sobre la base de pilotes laterales que permitiría realizar la elevación sin interrumpir el servicio. Dado el contexto, la obra no pasa de ser un proyecto técnico.

#### La UGOFE (2004-2014)
A diferencia de lo ocurrido en otros ramales, la recuperación económica del país a partir del año 2003 no repercute en una normalización del servicio.
Por ello, en el 23 de julio del 2004 el Estado Nacional rescinde el contrato de concesión con Metropolitano y crea la Unidad de Gestión Operativa Ferroviaria de Emergencia (UGOFE), encargada de operar la línea hasta que se realice una nueva concesión.
La UGOFE era una empresa mixta, formada por el Estado Argentino y las otras operadoras privadas, Metrovías, Ferrovías y TBA (esta última hasta el 2012).
Con una infraestructura vetusta, la empresa llevó adelante una puesta en valor generalizada de la red. Se restauraron estaciones respetando el verde en los refugios y los colores originales del BAP, se normalizaron las frecuencias, se realizó la reparación general de todos los coches (incluyendo nuevos asientos más resistentes y ventanas remplazadas con el marco entero), se amplió el parque de locomotoras, se agregaron coches nuevos para los servicios rápidos y hasta se inauguró la primera estación nueva en casi cincuenta años: Sol y Verde.
Debido a todos estos buenos resultados, la UGOFE, que había sido pensada como operadora provisoria, se consolida en la práctica como una operadora definitiva.
A comienzos del año 2012 ocurre uno de los mayores accidentes ferroviarios de la historia argentina.
Se crea el Ministerio del Interior y Transporte, a cargo de Florencio Randazzo. Durante su gestión se renovará completamente el material rodante y la infraestructura de varios ramales de pasajeros y cargas de corta, media y larga distancia. TBA es expulsada de la UGOFE.
En lo que respecta al San Martín, a Randazzo le corresponde recibir el material rodante diésel encargado por Jaime, no obstante lo cual afirma que "la electrificación no está descartada" en un mediano plazo.
A mediados del año 2013 comenzaron las tareas de elevación de andenes en todas las estaciones de la línea. Las tareas incluyen la puesta en valor de la infraestructura y la creación de nuevos refugios y boleterías. Mientras duran las obras, se realizan servicios rápidos con las formaciones nuevas y servicios comunes con las antiguas formaciones. Esto dura hasta el 17 de abril del 2014, cuando todo el servicio comienza a ser prestado con las formaciones 0 km. En algunas estaciones en obra se usan andenes provisorios de madera. En 2014 por primera vez en 20 años que el ramal ferroviario expande su traza en vez de achicarse: la estación Manzanares en Pilar y la estación Cabred en Luján reabrieron sus puertas para ofrecer un servicio de tren hasta Retiro. Con esas incorporaciones, el San Martín se amplió con una extensión de 70 kilómetros
En el mes de diciembre del año 2013, comenzaron a llegar las primeras formaciones, nuevas, de origen chino, compradas por el Estado Nacional para la Línea San Martín.
La adquisición del nuevo material rodante significó también reformar todos los andenes de las estaciones entre Retiro y Pilar, que estaban preparados para servir a coches con escalerilla, porque las nuevas formaciones son con piso elevado. Al completarse la renovación en abril de 2014, la línea contaba con material rodante nuevo adquirido a China: 160 coches remolcados y 24 locomotoras modelo CSR SDD7.

#### Corredores Ferroviarios (2014-2015)
El 12 de febrero de 2014 se anuncia la disolución de la UGOFE. Se trata de un reacomodamiento de las concesiones entre las empresas que formaban parte de la empresa. El Estado toma más control, al poseer la concesión mediante la empresa Trenes Argentinos, pero deriva la operación a las dos empresas que aún quedaban en la UGOFE. La premisa es: una sola empresa privada por cada línea.[cita requerida]En 2014, la Dra. Cristina Fernández inauguró su extensión hasta la ciudad de Luján y Pilar, retornaba el servicio de trenes entre Luján y Pilar, que fue clausurado en 1978 durante la última dictadura.
En marzo de 2014 el servicio del ferrocarril San Martín comenzó a funcionar con coches y locomotoras cero kilómetro con 160 coches y 24 locomotoras nuevas. durante la gestión de Randazzo, fueron renovadas todas las estaciones por completo, en el marco de un plan que contempla la renovación de estaciones en Buenos Aires y el área metropolitana con una inversión de 2 mil millones de pesos, esto se debió a que las nuevas formaciones quedaban a desnivel con los antiguos andenes. La línea fue renovada 164 coches nuevos, 24 locomotoras,  incrementando la capacidad de transporte en un 37%.
En el caso del San Martín la empresa será Corredores Ferroviarios (de Metrovías, una de las integrantes de la UGOFE).
El 25 de mayo del 2014, luego de 36 años del acortamiento hasta Pilar, el servicio local se extiende nuevamente hasta la histórica cabecera en Cabred, incluyendo a la estación Manzanares.
El 17 de diciembre del 2014 se anunció un acuerdo entre el Gobierno Nacional y el Gobierno de la Ciudad de Buenos Aires para realizar la elevación del trazado La Paternal-Palermo. Se trata del proyecto de 1948 con el método constructivo propuesto en el 2000.[cita requerida] La estación La Paternal sería reconstruida en altura con dos vías extra, mientras que la nueva estación elevada Villa Crespo -ex Chacarita- contaría con un andén central de ocho metros de ancho y mejor acceso al Subte. Se esperaba que la obra arranque en septiembre del 2015 y esté terminada en el mismo mes del 2016. En octubre de 2017, bajo el gobierno de Mauricio Macri, se lanza nuevamente la obra del viaducto. En la propuesta se pretende eliminar 12 pasos a nivel y la construcción de diez nuevas conexiones en las calles.

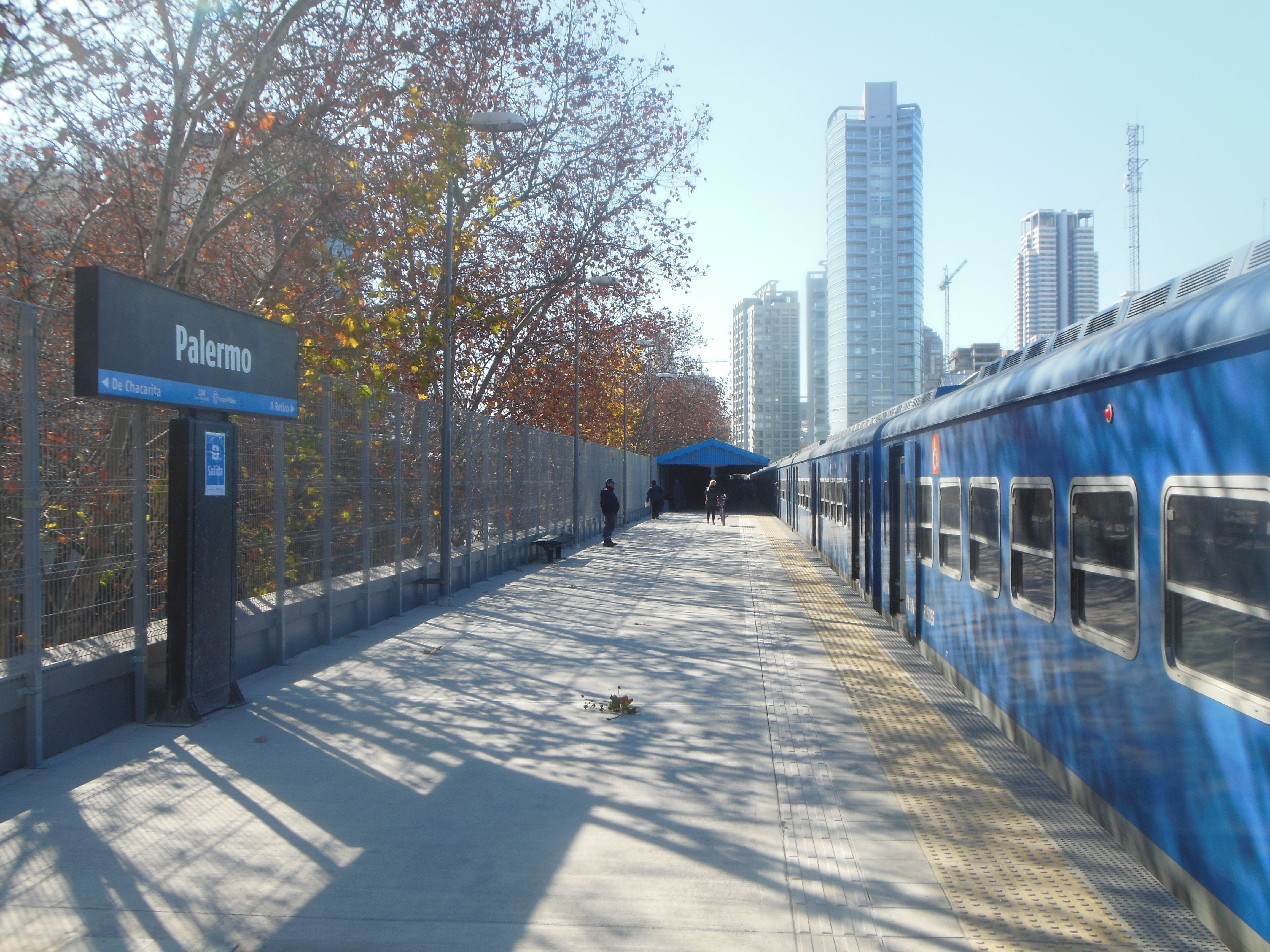
Formación 0km detenida en Palermo.

En 2014 se anunció que el servicio comenzaba a funcionar con 160 coches y 24 locomotoras cero kilómetro recientemente compradas. Días después comenzaron a circular Los coches están construidos con materiales anti vandálicos y cada uno tiene capacidad para 78 pasajeros sentados. Además, poseen espacios diseñados para personas con movilidad reducida y un sistema integral de información al pasajeros.

## Segunda etapa estatal (2015-presente)
El 1° de marzo de 2015, durante la apertura de sesiones en el Congreso, la entonces presidenta Cristina Fernández de Kirchner anuncia un proyecto de ley para crear Ferrocarriles Argentinos Sociedad del Estado (nombre comercial Trenes Argentinos). Días después el entonces ministro del interior y transporte, Florencio Randazzo decide rescindir el contrato con las operadoras ferroviarias (Corredores Ferroviarios y ARGENTREN) y que Trenes Argentinos se hará cargo de forma directa de la operación de los ramales metropolitanos, incluido el San Martín
De esta manera, el 2 de marzo de 2015 -por primera vez en más de 20 años- la línea San Martín volvía a ser operada completamente por una empresa del Estado. En 2014 comenzó la construcción de 49 andenes elevados definitivos en las estaciones de Retiro, Palermo, Chacarita, Paternal, Villa del Parque, Santos Lugares, Saénz Peña, Devoto, Caseros, El Palomar, Hurlingham, Sol y Verde, Pte. Derqui, Villa Astolfi, Pilar, Muñiz, William C. Morris (Buenos Aires), Bella Vista, San Miguel, José C. Paz.
La obra fue ejecutada por la ADIF S.E. e incluyó la adecuación de 49 andenes definitivos, 19 andenes provisorios, 11 km de andenes construidos a nuevos y 2 estaciones rehabilitadas, que extendieron el alcance del servicio de la línea.

#### Remodelación de estaciones y ampliación (2018-presente)

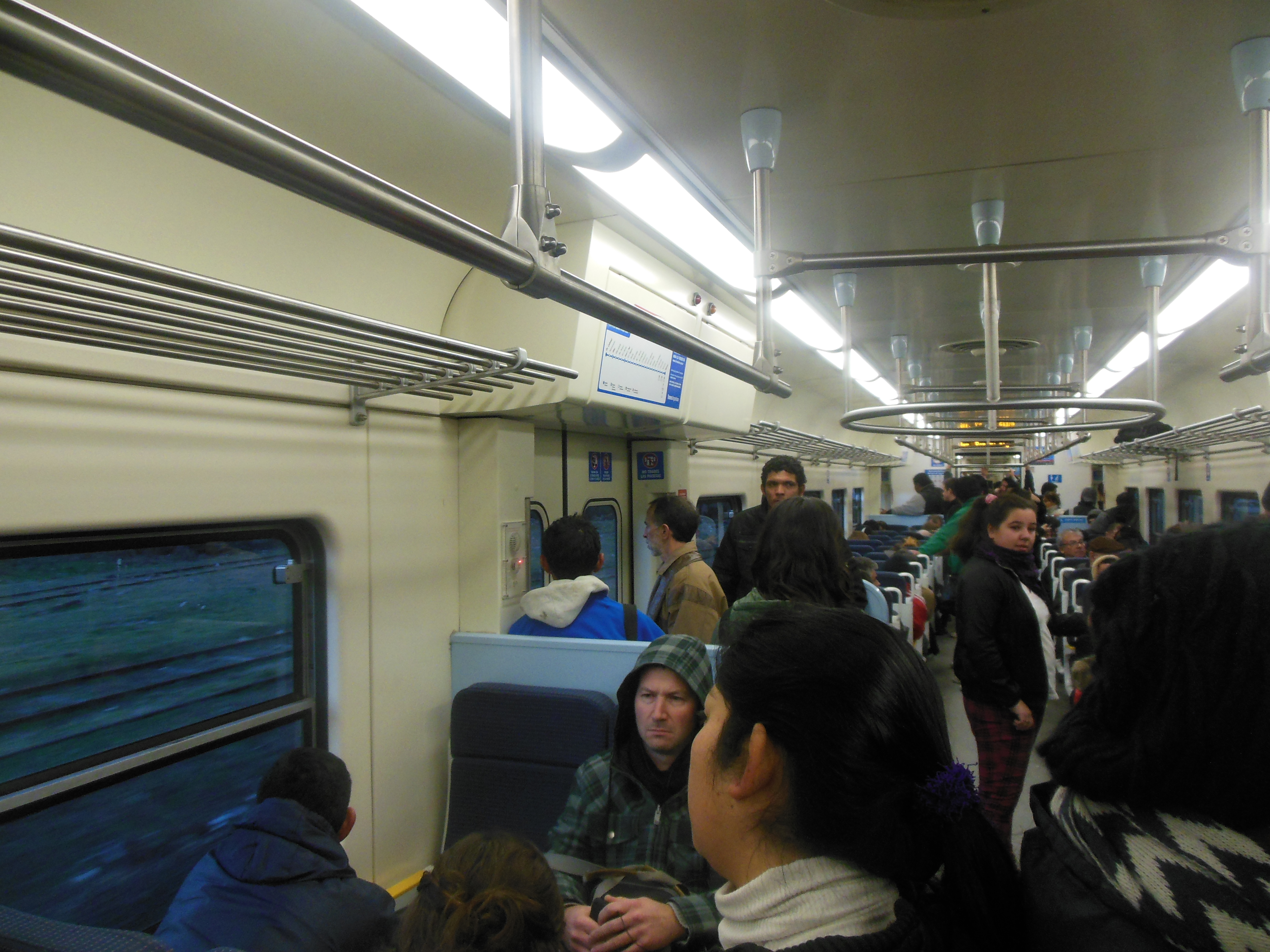
Interior de los nuevos coches.

En 2018, impulsado por el gobierno de Mauricio Macri, comenzaron las obras para elevar el trazado entre las inmediaciones de las estaciones Palermo y La Paternal, pero sin paradas en las estaciones La Paternal y Villa Crespo, las cuales se planeaba completar para fines del mismo año
Para realizar la obra, el servicio se limitó hasta la Estación Villa del Parque, permitiendo solo el paso de locomotoras hasta los talleres de Retiro. 
En septiembre de 2020, durante la presentación del presupuesto 2021 se previó el destino de fondos del mismo para la electrificación del Ferrocarril San Martín entre Retiro y Pilar, la construcción de una subestación en William Morris, talleres, renovación de vías y señalamiento, entre otras, licitada en 2018 pero continuaba pendiente de adjudicación.
En diciembre de 2021, surgieron novedades acerca de la electrificación: se dio el dictamen de preadjudicación de la obra a iniciarse en 2022. En 2021 comenzaron las obras para la modernización de la estación Villa Crespo.
El 7 de julio de 2022, la Estación La Paternal fue reinaugurada. En septiembre de 2023, la Estación Villa Crespo finalmente fue reinaugurada.

#### Crisis tractiva
Al no contar con talleres propios para el mantenimiento pesado del parque tractivo, la Línea San Martín tiene delegada esta tarea en talleres privados, siendo la filial argentina de la empresa rusa TMH la encargada. Pero por problemas administrativos y de capacitación, solo se habían intervenido no más de 5 formaciones de las 24 del parque. Ante esto, el servicio de la línea se vio reducido ante la imposibilidad de reparar las fallas que presentaban las formaciones CSR, al punto de circular con frecuencia de feriado durante gran parte de 2023. En julio de ese año, y después de varias postergaciones, se retomó la licitación para la reparación de las formaciones, que a la fecha, cumplieron 10 años de servicio superando el kilometraje necesario para su revisión general

## Estaciones
| Estación           | Kilómetro | Inauguración | Cantidad de andenes | Distrito                            | Notas |
| ------------------ | --------- | ------------ | ------------------- | ----------------------------------- | --- |
| Retiro San Martín  | 0         | 1912         | 6                   | Comuna 1 (Retiro)                   | Proximidad con estaciones Retiro de las Líneas Mitre, Belgrano, C y E del Subte de Buenos Aires; y Terminal de Ómnibus de Retiro. Cabecera provisoria de los servicios de larga distancia de la Línea Mitre desde 2020.      |
| Palermo            | 6.3       | 1888         | 2                   | Comuna 14 (Palermo)                 | Proximidad con Estación Palermo de la Línea D (subte de Buenos Aires). Estación elevada desde 1912. |
| Villa Crespo       | 8.8       | 1934         | 4                   | Comuna 15 (Villa Crespo)            | Proximidad con Estación Dorrego de la Línea B (subte de Buenos Aires). Nombrada Chacarita hasta 2016. Antigua cabecera de los ramales a Colegiales y Caballito. Estación elevada desde 2023.                                 |
| La Paternal        | 10.7      | 1887         | 4                   | Comuna 15 (La Paternal)             | Nombrada Chacarita hasta 1904. Estación elevada desde 2022. |
| Villa del Parque   | 13.3      | 1907         | 4                   | Comuna 11 (Villa del Parque)        | Cabecera alternativa desde 2017 |
| Devoto             | 15        | 1888         | 4                   | Comuna 11 (Villa Devoto)            | |
| Sáenz Peña         | 16.4      | 1910         | 5                   | Partido de Tres de Febrero          | Proximidad con la Avenida General Paz (Límite entre CABA y Provincia de Buenos Aires). Acceso este a Playa de Cargas Alianza. Antigua cabecera del ramal a Villa Luro.                                                       |
| Santos Lugares     | 17.6      | 1906         | 2                   | Partido de Tres de Febrero          | Proximidad con oficinas de la Playa Alianza |
| Caseros            | 19.7      | 1888         | 3                   | Partido de Tres de Febrero          | Cabecera de los ramales a Haedo e Intercambio Caseros-Martín Coronado. Acceso oeste a Playa Alianza |
| El Palomar         | 22.6      | 1908         | 2                   | Partidos de Tres de Febrero y Morón | Proximidad con Aeropuerto El Palomar |
| Hurlingham         | 26.4      | 1893         | 2                   | Partido de Hurlingham               | A 800m se encontraba el primer cruce a nivel con el FC. Gral. Urquiza, levantado en 2018 |
| William Morris     | 29        | 1958         | 2                   | Partido de Hurlingham               | |
| Bella Vista        | 32.1      | 1891         | 2                   | Partido de San Miguel               | Nombrada Tte. Gral. Pablo Ricchieri entre 1945 y 1998 |
| Muñiz              | 34.3      | 1865         | 2                   | Partido de San Miguel               | |
| San Miguel         | 35.5      | 1896         | 2                   | Partido de San Miguel               | Proximidad con Estación General Sarmiento del FC. Gral. Urquiza y Ruta Provincial 23. Inaugurada con el nombre General Sarmiento                                                                                             |
| José Clemente Paz  | 40        | 1906         | 4                   | Partido de José C. Paz              | Proximidad con Apeadero Altimpergher del FC. Gral. Urquiza y Ruta Provincial 24. Nombrada Arroyo Pinazo entre 1906 y 1913, y Manuel de Pinazo entre 1952 y 1955. Cabecera intermedia.                                        |
| Sol y Verde        | 44.5      | 2008         | 2                   | Partido de José C. Paz              | Proximidad con Estación Juan Vucetich del FC. Gral. Urquiza |
| Presidente Derqui  | 48.6      | 1902         | 3                   | Partido del Pilar                   | Proximidad con Estación Toro del FC. Gral. Urquiza |
| Villa Astolfi      | 52.4      | 1950         | 2                   | Partido del Pilar                   | Proximidad con Estación Manzone del FC. Gral. Urquiza. Inaugurada con el nombre Parada Km. 52,350 |
| Pilar              | 55.4      | 1888         | 3                   | Partido del Pilar                   | Proximidad con Estación Pilar del FC. Gral. Urquiza, con el segundo cruce a nivel con este mismo (levantado en 2018) y con la Ruta Provincial 25. Cabecera intermedia (cabecera final del servicio urbano entre 1978 y 2014) |
| Manzanares         | 65        | 1900         | 2                   | Partido del Pilar                   | |
| Dr. Domingo Cabred | 72.3      | 1900         | 3                   | Partido de Luján                    | Cabecera del servicio urbano |